# Ascidia correi
Ascidia correi is een zakpijpensoort uit de familie van de Ascidiidae. De wetenschappelijke naam van de soort is voor het eerst geldig gepubliceerd in 1970 door Claude Monniot.